# Lac de Lacanau

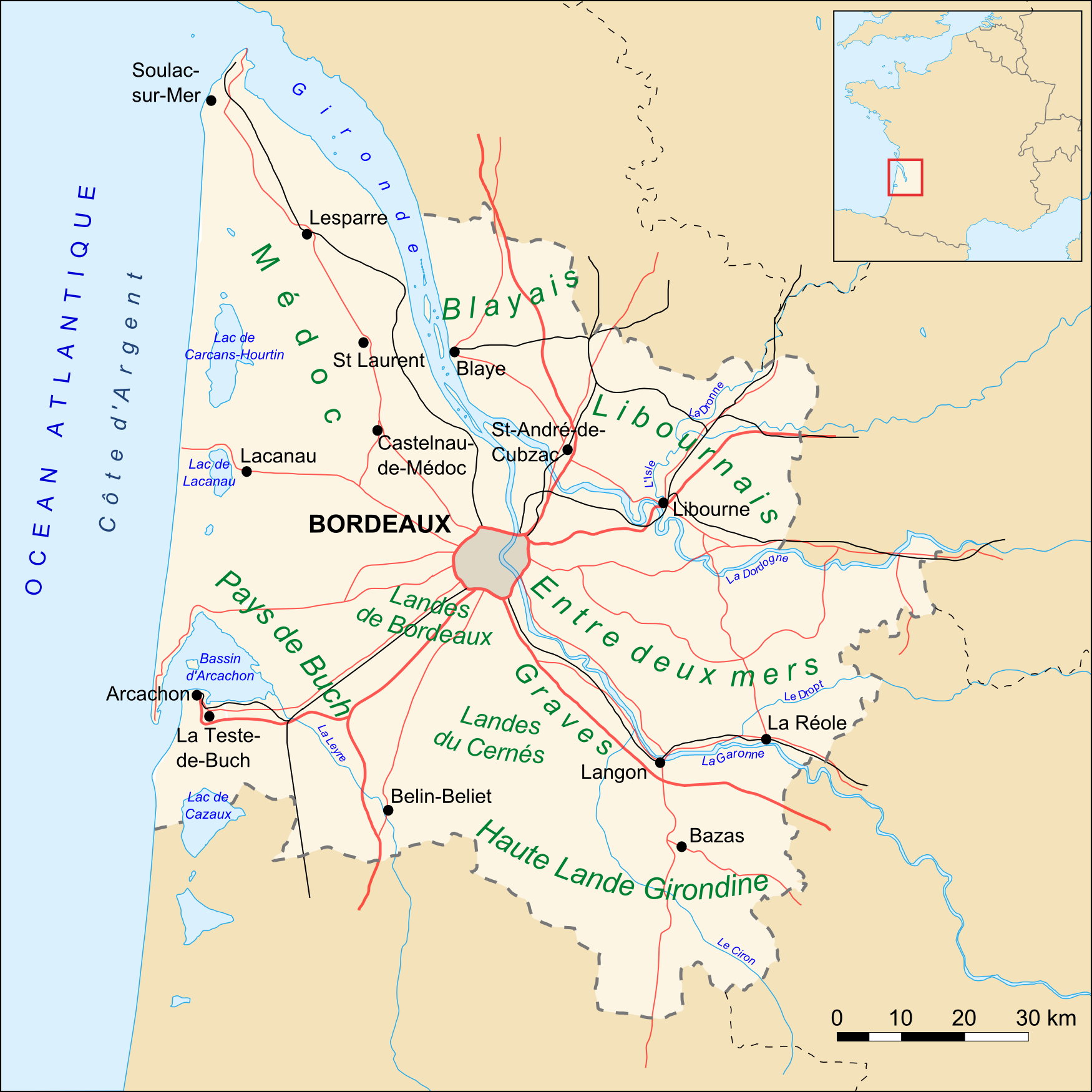
Le lac de Lacanau en Gironde, à l'ouest de la carte

Le lac de Lacanau (appellation adoptée par l'IGN), parfois classé comme étang, est situé en France sur la commune de Lacanau dans le département de la Gironde et la région Nouvelle-Aquitaine dans les Landes du Médoc. D'une superficie de 1 985 ha, le lac de Lacanau fait partie des grands lacs landais. Par le canal des Étangs, il communique au nord avec le lac d'Hourtin et de Carcans et au sud avec le bassin d'Arcachon.

## Formation de l'étang
- Dans l'antiquité, les étangs médocains avaient un déversoir dans l'océan qui est progressivement bouché par les alluvions girondines portées par un courant marin nord-sud, le long du littoral.
- Les étangs d'Hourtin et Lacanau sont réunis en un seul lac, de Sainte-Hélène-de-l'Étang à Lège. Quelques villages de pêcheurs s'implantent sur la rive est.
- Les travaux de drainage et la création du canal des étangs entre 1859 et 1871 font baisser le niveau des eaux jusqu'à l'état actuel[1]. Sa profondeur maximale est de 7 m[2].

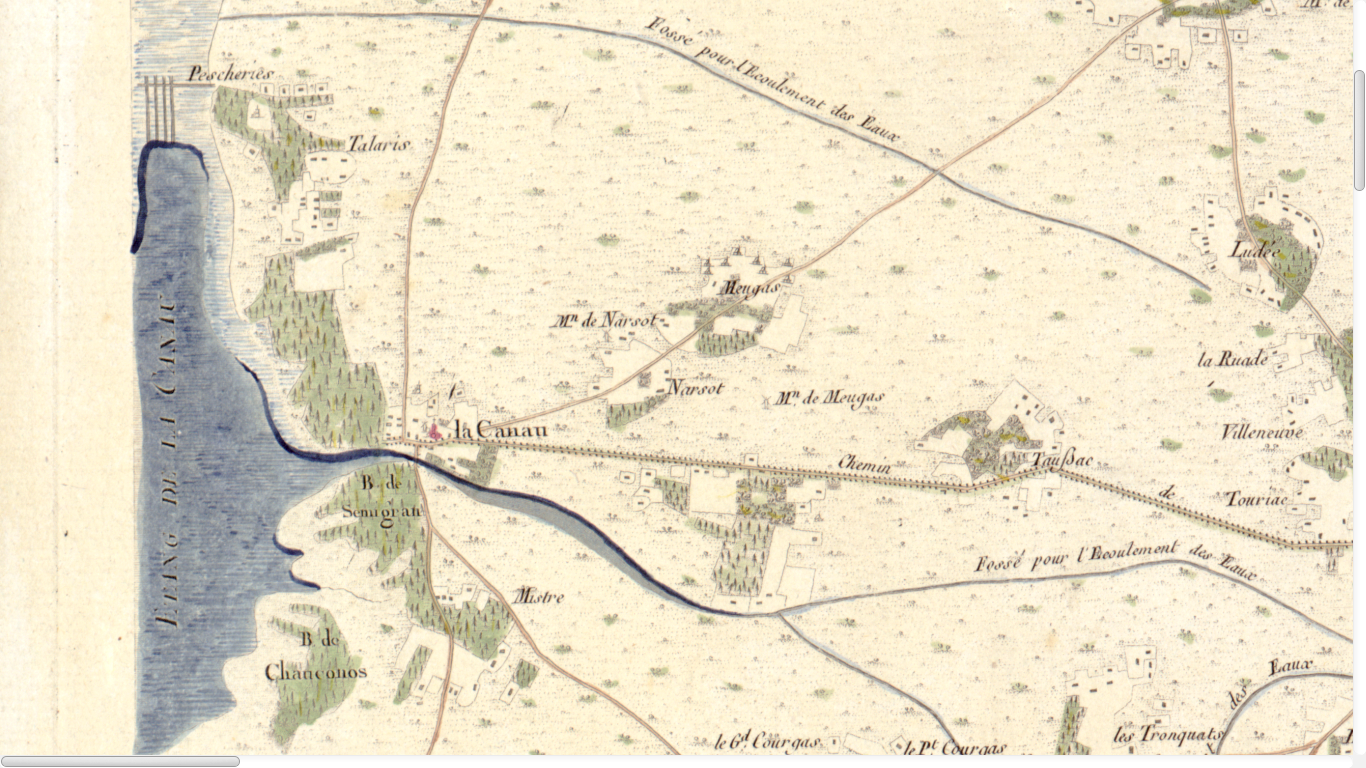
La rive est du lac de Lacanau et les fossés d'écoulement en 1756, Cassini
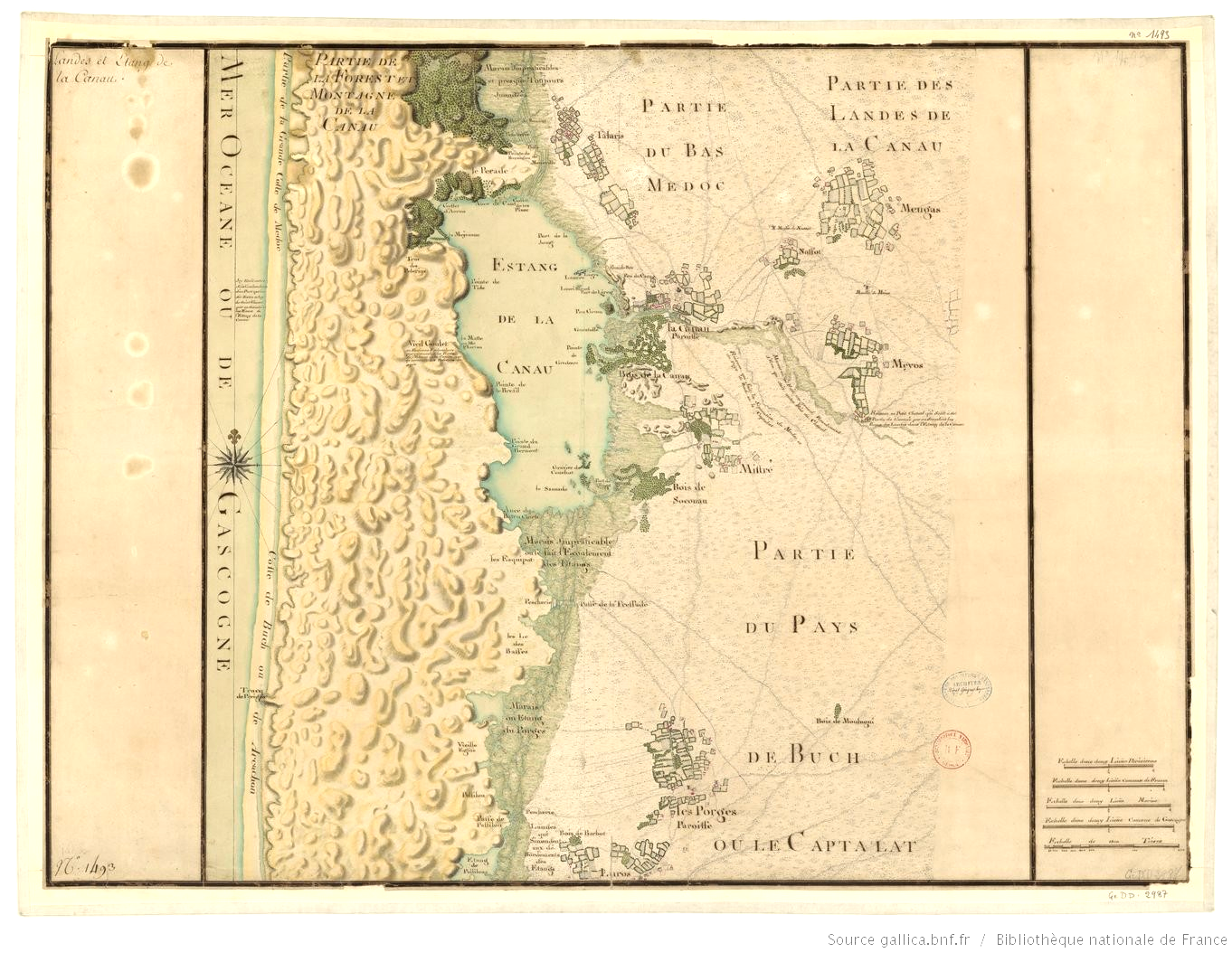
L'"estang de La Canau" vers 1700, par Claude Masse

## Activités
Dans le cadre naturel de la forêt des landes, le tour du lac est aménagé pour des activités de détente comme pour la pratique d'activités nautiques (planche à voile, canoë-kayak, ski nautique, pédalo, voile...), randonnées pédestres, ainsi que la pêche (anguilles, perches...),.

## Occupation humaine
- C'est la pêche qui est l'activité principale des villageois à partir du XVIIIe siècle.
- Pendant la Première Guerre mondiale, les Américains choisissent le lac de Lacanau entre Le Moutchic et Carreyre pour y établir une base navale d'hydravions[5].

## Protections
Le lac de Lacanau fait partie du site inscrit des Étangs girondins depuis 1967 et son plan d'eau est en site classé depuis 1968.
Sur la rive est de l'étang, la réserve biologique dirigée de « Vire Vieille, Vignotte et Batejin », couvrant une superficie de 214 ha, protège les zones humides depuis 2014. La réserve résulte du regroupement de trois propriétés appartenant au Conservatoire du littoral, au département de la Gironde et à l'Etat. La réserve est gérée par l'ONF. Un sentier pédagogique de découverte à travers la forêt humide et le marais a été aménagé sur le site de « La Berle ». Il débouche sur le lac par un observatoire et une table de lecture. Un livret à destination du grand public décrit ce sentier de « La Berle ».
Certaines crastes de drainage se jettent dans l'étang par un canal relativement rectiligne, tandis que d'autres donnent naissance à des sortes de deltas abritant une grande richesse écologique et une forte diversité piscicole. Mais ces étendues d’eau sont menacées par l’eutrophisation.